# RWD-5
RWD-5 – polski samolot turystyczno-sportowy, skonstruowany przez zespół konstrukcyjny RWD w 1931 r., wsławiony rekordowym przelotem przez Atlantyk.

## Historia
Samolot RWD-5 był pierwszą konstrukcją zespołu konstrukcyjnego RWD powstałym w nowej firmie (DWL) na Okęciu po zawiązaniu Spółki z o.o. na gruncie warsztatów Sekcji Lotniczej Koła Mechaników Studentów Politechniki Warszawskiej. Jego konstruktorami byli Stanisław Rogalski, Stanisław Wigura i Jerzy Drzewiecki. RWD-5 był dalszym rozwinięciem serii wcześniejszych samolotów RWD-1, 2, 3 i 7, a zwłaszcza bezpośrednio go poprzedzającego RWD-4. Odziedziczył po nich konstrukcję i obrys płata oraz po RWD-4 kształt usterzenia. Całkowicie zmieniono natomiast konstrukcję i kształt kadłuba. Po raz pierwszy w konstrukcjach RWD był on spawany z rur stalowych. Zamierzano też zastosować w przyszłości silnik z cylindrami wiszącymi, co dałoby bezpośrednią widoczność do przodu podczas lotu. Do tego była bogato przeszklona kabina z panoramiczną szybą przednią. Samolot zyskał przez to nowoczesny wygląd (w poprzednich samolotach RWD kadłub miał dość kuriozalny "rybi" kształt, brak było bezpośredniej widoczności do przodu, a pilot musiał w tym celu wychylać się częściowo przez nieoszklone okno boczne).
Budowę prototypu rozpoczęto jesienią 1930, konstruktorzy otrzymali dofinansowanie ze strony LOPP. Maszyna otrzymała znaki rejestracyjne SP-AGJ i została oblatana 7 sierpnia 1931 przez konstruktora Jerzego Drzewieckiego na lotnisku Okęcie. Jeszcze w sierpniu prototyp zajął 1. miejsce w III Locie Południowo-Zachodniej Polski, a we wrześniu, z załogą Franciszek Żwirko i Stanisław Wigura, 1. miejsce w IV Krajowym Konkursie Samolotów Turystycznych. W następstwie tych sukcesów, RWD-5 został uznany za najlepszy polski samolot sportowy i podjęto jego produkcję, lecz jej skala była niewielka. W 1932 zbudowano dwa pierwsze samoloty o znakach SP-AJA i SP-AJB dla Aeroklubu Warszawskiego, ufundowane przez kolejarzy i noszące nazwy: "Kolejarz" I i II. W 1933 i 1934 zbudowano w DWL 17 samolotów RWD-5, o znakach: SP-ARP, -AKZ, -AJP, -AJU, -LOP, -LOT, -ALN, -ALR, -ALS, -ALT, -ALU, -ALW, -ALY, – ALZ, -ALX, -AMU, -AOB. Ostatni samolot SP-BGX zbudowano w 1937. Łącznie powstało 20 samolotów RWD-5 (łącznie z RWD-5bis).

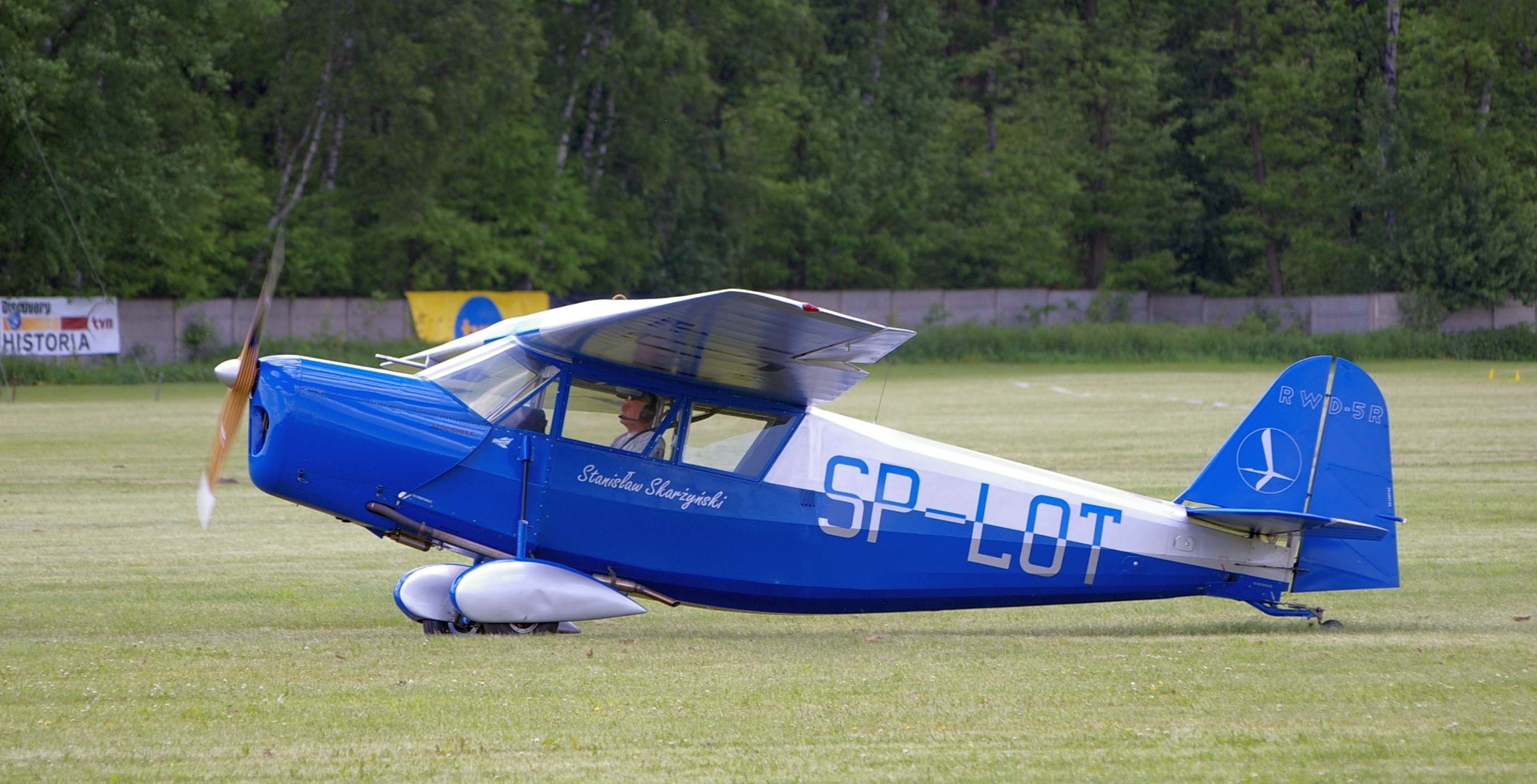
Replika RWD-5R "Stanisław Skarżyński"

Samoloty RWD-5 używane były w ciągu następnych lat w licznych krajowych i kilku zagranicznych imprezach sportowych, osiągając wysokie wyniki. Między innymi, załoga kpt. Hirszband i ppłk. Kwieciński w SP-AJB zdobyła kilka nagród w Locie Algiersko-Marokańskim na przełomie kwietnia i maja 1933 roku, wśród 7 załóg. Jako sportowe, zastąpione zostały następnie przez RWD-13. RWD-5 służyły ponadto do treningu w aeroklubach. Samolot SP-LOT był wykorzystywany przez PLL LOT od 1933 do lotów taksówkowych z jednym pasażerem do momentu sprzedaży w listopadzie 1936 (średniorocznie wylatywał 25 godzin), samolot SP-LOP przez Zarząd Główny L.O.P.P. Do 1939 r. 3 samoloty zostały skasowane. W czasie kampanii wrześniowej co najmniej 1 służył jako samolot łącznikowy, przylatując z Rumunii do oblężonej Warszawy. Żaden z samolotów tego typu nie przetrwał wojny w Polsce.
Pilotaż samolotu był niemęczący, zastosowano przestawialny w locie statecznik poziomy co pozwalało na zredukowanie sił na drążku od steru wysokości do zera. Przy zbyt małej prędkości maszyna (niewyposażona w sloty) miała tendencje do przepadania, jednakże przy dobrej sterowności nie było to wadą.
W XX w. w Polsce zbudowano latającą replikę samolotu, oznaczoną RWD-5R, oblataną 26 sierpnia 2000 (znaki SP-LOT). Po wypadku i remoncie w 2023 oznaczenie zmieniono na SP-AJU.

## Lot przez Atlantyk

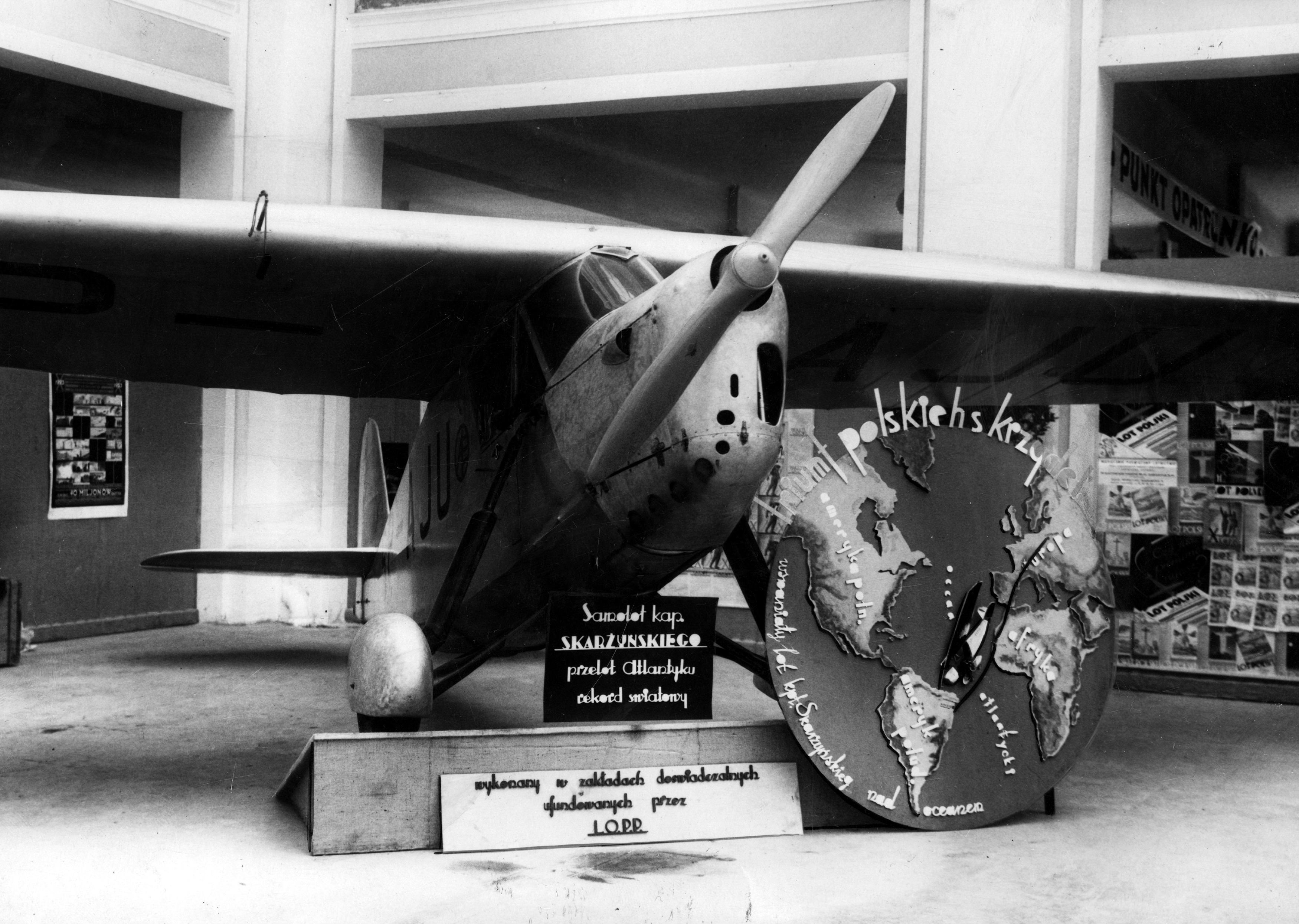
RWD 5 bis (nr rej. SP-AJU)

W marcu 1933 oblatano specjalny jednomiejscowy wariant rekordowy RWD-5, oznaczony RWD-5bis i noszący znaki SP-AJU. W miejscu tylnej kabiny, w której zlikwidowano okna, zainstalowany był dodatkowy zbiornik paliwa o pojemności 300 l, a w skrzydłach dwa dalsze zbiorniki po 113 l, zwiększając ogólną pojemność zbiorników do 752 l.
Na samolocie tym Stanisław Skarżyński odbył między 27 kwietnia a 24 czerwca 1933 lot o długości 17 885 km na trasie z Warszawy do Rio de Janeiro. W dniu 8 maja 1933 odbył przelot bez lądowania nad Południowym Atlantykiem, z Saint Louis w Senegalu do Maceio w Brazylii. Przelot trwał 20 godzin 30 minut, z czego 17 godzin 15 minut nad oceanem. Wynikiem 3582 km ustanowił międzynarodowy rekord odległości w klasie samolotów turystycznych o masie własnej do 450 kg. Samolot RWD-5bis powrócił przez ocean statkiem. Po rekordowym locie przebudowano go na dwumiejscowy, usuwając zbiorniki dodatkowe. Został on w 1939 zagarnięty przez wojska radzieckie.

## Opis konstrukcji
Dwumiejscowy samolot turystyczny i sportowy, wolnonośny górnopłat konstrukcji mieszanej. Kadłub kratownicowy, spawany z rur stalowych, kryty płótnem. Płat konstrukcji drewnianej, kryty płótnem i sklejką. Płat o obrysie trapezowym, niedzielony. Usterzenie klasyczne. Kabina dwuosobowa, zakryta, przeszklona. Miejsca w układzie tandem, zaopatrzone w podwójne przyrządy do sterowania, dwoje drzwi z prawej strony kadłuba. Zbiorniki paliwa w płacie. Podwozie samolotu klasyczne, stałe, koła z amortyzatorami, osłonięte owiewkami, z tyłu płoza ogonowa.
Silnik rzędowy, 4 cylindrowy Cirrus Hermes IIIB, chłodzony powietrzem, o mocy nominalnej 105 KM i startowej 115 KM. Na niektórych samolotach stosowano inne podobne silniki: Cirus Hermes IV (moc nominalna 120 KM, startowa 130 KM), de Havilland Gipsy III (moc nominalna 120 KM), Walter Junior 4 lub PZInż. Junior (moc nominalna 105 KM, startowa 120 KM). Egzemplarz SP-LOT miał silnik de Havilland Gipsy Major o mocy startowej 130 KM (96 kW). Ten sam silnik zastosowano w RWD-5bis. Silnik w nosie kadłuba, osłonięty blachą aluminiową. Śmigło dwułopatowe drewniane stałe.